# نساء كرديات
النساء الكرديات (بالكردية: Jinên Kurd)، لعِبت النساء الكرديات تقليديًا أدوارًا هامة في المجتمع والسياسة الكردية. يختلف الوضع المعاصر للمرأة الكردية اختلافًا كبيرًا بين البلدان التي يعيش فيها الكرد (تركيا، وسوريا، والعراق، وإيران). بشكلٍ عام، تحسنت حقوق ومساواة المرأة الكردية كثيرًا في القرن الواحد والعشرين بسبب الحركات التقدمية داخل المجتمع الكردي، ومع ذلك، على الرغم من التقدم، لا تزال المنظمات الكردية والدولية لحقوق المرأة تشير إلى وجود مشاكل تتعلق بالمساواة بين الجنسين، والزواج القسري، وجرائم الشرف، وفي كردستان العراق على شكل الخصوص هناك حالات لختان الإناث (تشويه للأعضاء التناسلية الأنثوية).

## الروايات التاريخية

### في السياسة
في عام 1597 (القرن السادس عشر)، كتب الأمير شرف الدين بتليسي كتابًا بعنوان «شرف نامه» وبالعربية تعني «رسالة شرف»، والذي يشير إلى نساء الطبقة الحاكمة من ملّاكي الأراضي في الإمارات الكردية آنذاك، واستبعادهن من الحياة العامة، وممارستهن سلطة الدولة فقط. ويقول الكتاب إن كرد الإمبراطورية العثمانية، الذين يتبعون التقاليد الإسلامية وسنّتها، يأخذون أربع زوجات، وإذا استطاعوا ذلك، فإنهم يستخدمون أربع خادمات أو فتيات كـ عبيد. كما ذكر شرف الدين بتليسي في كتابه، ثلاث نساء كرديات يتولينَّ السلطة في إمارات الدولة الكردية بعد وفاة أزواجهن من أجل نقلها إلى أبنائهن عند بلوغهم سن الرشد.

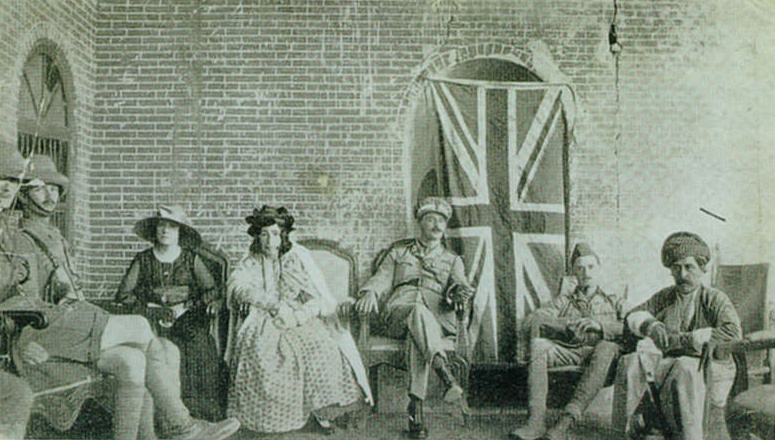
السيدة عديلة (وسط)، حاكمة حلبجة، تلتقي مع الرائد سوان في عام 1919.

في أواخر القرن التاسع عشر، كانت السيدة حليمة خانم من هكاري هي حاكمة ولاية «باش كالا» إلى أن أُجبرت على الاستسلام للحكومة العثمانية بعد قمع ثورة بدرخان في عام 1847. وفي عام 1909 شَغَلت امرأة كردية شابة تدعى فاطمة منصب حاكِمة لقبيلة إزدينان الكردية. وخلال الحرب العالمية الأولى، تفاوضت القوات الروسية على ممر آمن عبر منطقة تابعة لقبيلة كردية حيث تحكم المنطقة سيدة كردية تدعى مريم من عائلة نهري الشهيرة، والتي كانت تمتلك سلطة كبيرة بين أتباعها، وفقًا لباسيلي نيكيتين. وكانت السيدة «عديلة خانم»، حاكمة حلبجة آنذاك، تمارس نفوذًا كبيرًا في شؤون قبيلة «الجاف» في سهل شهرزور على الحدود التركية-الإيرانية.
كانت السيدة عديلة خانم، التي أطلق عليها اسم «أميرة الشجعان» من قبل البريطانيين، حاكمةً شهيرة وشديدة لقبيلة جاف، إحدى أكبر القبائل الكردية، إن لم تكن أكبر القبائل الأصلية في منطقة زاغروس، المقسمة بين إيران والعراق. ويذكر أن «عادلة خانم» هي من عائلة «ساهيبقيران» الأرستقراطية الشهيرة.
في عام 1993، قال مارتن فان برويسين إن المجتمع الكردي كان معروفًا كمجتمع يهيمن عليه الذكور، ولكننا نجد أيضًا حالات أن تصبح النساء الكرد قادة سياسيين مهمين.

### في المجتمع والأدب

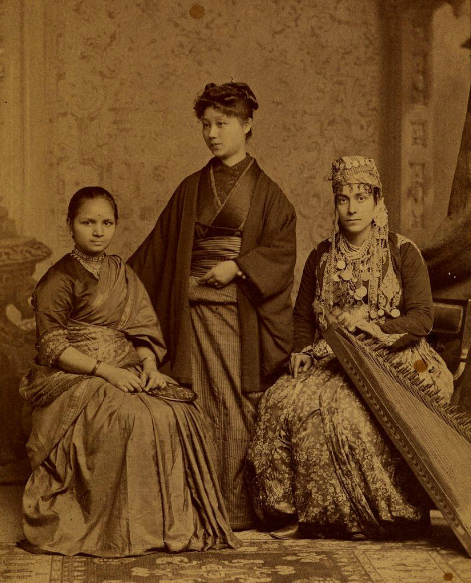
أول طبيبات سيدات مرخصات في الهند وسوريا واليابان. انانديباي جوشيه (هندية)، كي اوكامي (ياباني)، ثبات إسلامبولي (يهودية كردية من سوريا) - 10 أكتوبر، 1885

أسيناث بارزاني، ووفقًا للعلماء، تعتبر أول حاخام في التاريخ اليهودي، من أصل كردي. كتبت العديد من الرسائل ونشرت العديد من المنشورات في القرن السابع عشر. وعلى مستوى الأدب الكردي التقليدي، كانت «مستورة أردالان» (1805-1848) شاعرً وكاتبة كرديّة شهيرة، كانت معروفة بأعمالها الأدبية.

## النساء الكرديات في تركيا

### الخلفية والتاريخ
في عام 1919، شكلت النساء الكرديات منظمتهن الأولى، تحت اسم «جمعية النهوض بالمرأة الكردية»، في إسطنبول.
خلال الثورات الكردية في تركيا ما بين الأعوام 1925-1937، استهدف الجيش التركي آنذاك، النساء الكرديات، فقد انتحرنَّ العديد منهنَّ للهروب من واقع الاغتصاب وسوء المعاملة.
وعلى هامش دور المرأة الكردية في تركيا، فعند استلام حزب العدالة والتنمية الإسلامي المحافظ، السلطة في تركيا عام 2002، كان ضمن جدول أعمال الحزب، جدولًا يتعلق بدور المرأة التركيّة في المجتمع التركي، وكون المرأة الكردية في العهد الحالي وبعد سقوط الثورات الكردية في تركيا، تعتبر جزءً لا يتجزء من المجتمع التركي. حيث صرّح الرئيس رجب طيب أردوغان بشكل صريح عند استلام الحزب السلطة قائلًا: «المرأة التي ترفض الأمومة، التي تمتنع عن التواجد في المنزل، مهما نجحت حياتها العملية، فهي ناقصة، غير مكتملة».

### التطورات المعاصرة
منذ تأسيس حزب العمال الكردستاني عام 1978، اجتذب قائد الحزب، عبد الله أوجلان، اهتمام الكثير من النساء الكرديات، اللواتي كن جزءًا لا يتجزأ من الحزب طوال حركته وفعالياته.
وبحلول منتصف التسعينات، انضمت آلاف النساء الكرديات إلى صفوف حزب العمال الكردستاني، في عام 1996، شكّلت النساء الكرديات جمعيات ومجلات نسائية خاصة بها مثل «روزا وجوجن». وفي عام 2013، ذكرت صحيفة الجارديان أن «اغتصاب وتعذيب السجناء الكرديات في تركيا أمر شائع بشكل مزعج».
ومع ذلك، نجحت ثماني نساء كرديات كمرشحات مستقلات في الانتخابات البرلمانية لعام 2007، وانضمت إلى حزب المجتمع الديمقراطي بعد دخولهن البرلمان التركي.
بحلول ديسمبر 2016، أبرزت صحيفة نيويورك تايمز الوضع في المناطق الكردية في تركيا على أنه «حملة قمع في تركيا تهدد ملاذًا من المساواة بين الجنسين التي بناها الكرد هناك». يعترف فاهام كوسكون، أستاذ القانون في جامعة ديار بكر وناقد حزب العمال الكردستاني، بأن ترويج حزب العمال الكردستاني للنساء كان له تأثير في جميع أنحاء تركيا: «كما أثرت على الأحزاب السياسية الأخرى على إعلان المزيد من النساء كمرشحات، في غرب تركيا أيضًا»، كما زاد من ظهور المرأة في الحياة الاجتماعية وكذلك تأثير المرأة في الحياة السياسية، حتى أن التأثير طال وبشكل ملحوظ على حزب العدالة والتنمية الحاكم.
في المناطق الكردية في تركيا الذي يهيمن عليها الكرد، بين النساء، كان معدل الأمية في عام 2000 حوالي ثلاثة أضعاف مثيله لدى الرجال. خاصة في شرق البلاد، فالوضع أسوأ: في شرناخ معدل الأمية للنساء يقارب 66٪، وفي هكاري 58٪، وفي سيرت 56٪، وفي بعض المناطق الأخرى، قدّر التقرير أنه في سن 15 سنة النساء هناك لا يستطعن القراءة والكتابة.

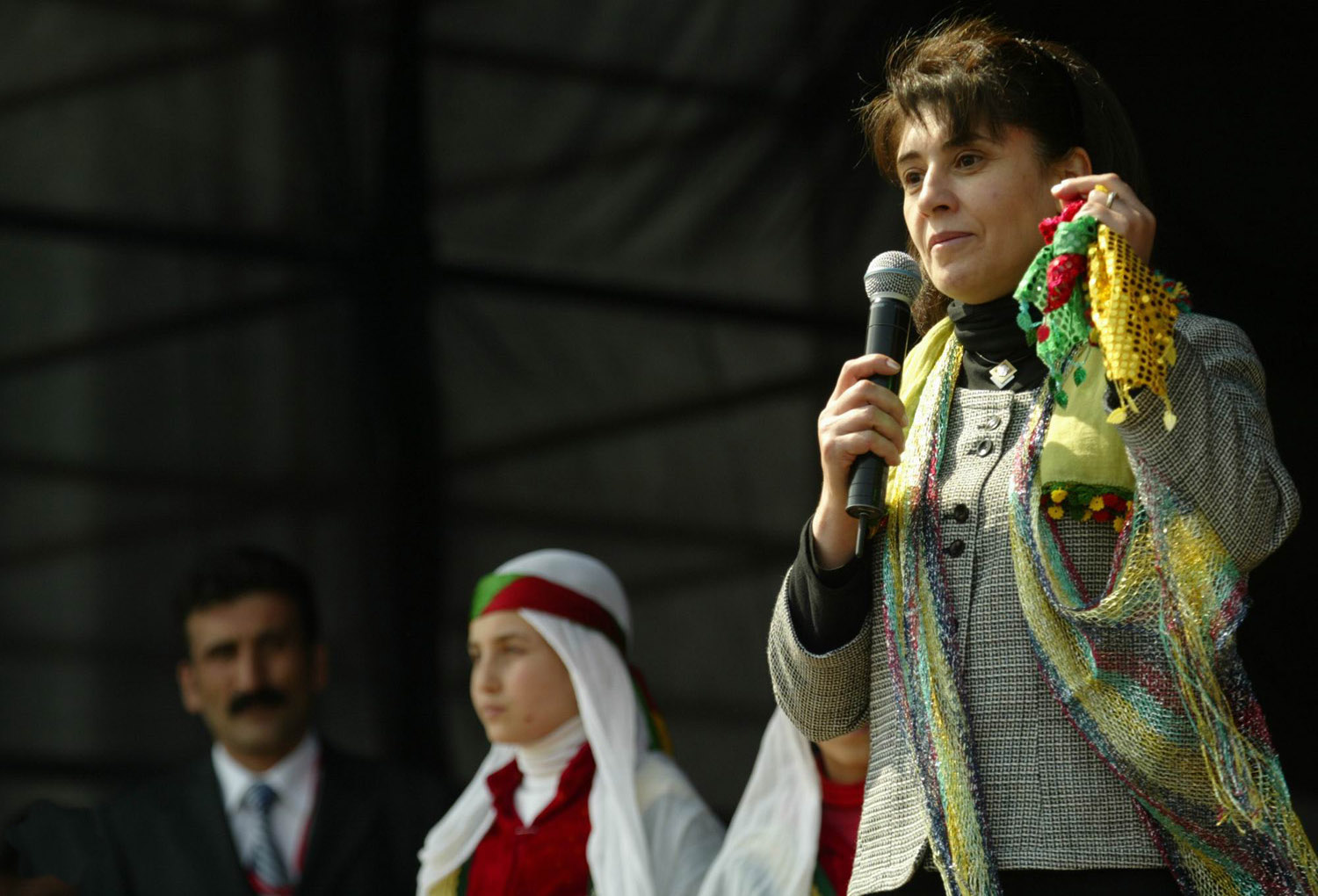
ليلى زانا تلقي كلمة في احتفالات نيوروز، ديار بكر، تركيا. 21 مارس / آذار 2007.

أيضا في جنوب شرق تركيا، قدّر تقرير لهيئة الإذاعة البريطانية أن ما يقارب 25% من الزوجات الكرديات تعدن من متعددة الزوجات. رغم أنه غير قانوني في تركيا، إلا أنه من الناحية العملية يُسمح بتعدد الزوجات. كتب (نيك ريد) في البي بي سي أنه في المناطق النائية مثل جنوب شرق الأناضول، «تخاطر تركيا بمقاومة الانفصاليين الكرد من خلال التدخل في العادات والتقاليد». كما أشارت صحيفة نيويورك تايمز إلى أن تعدد الزوجات لا يزال منتشرًا على نطاق واسع في المنطقة الكردية والريفية في جنوب شرق الأناضول التي يعيش فيها ثلث سكان تركيا البالغ عددهم 71 مليون نسمة.

### أشهر النساء الكرديات في تركيا
- سكينة جانسز، كانت واحدة من أهم مؤسسي حزب العمال الكردستاني وقد أطلق عليها «أسطورة بين أعضاء حزب العمال الكردستاني» و«أبرز الناشطات الكرديات»[19]
- ليلى زانا، تعد أول امرأة كردية تم انتخابها للبرلمان التركي في عام 1991. خلال خطاب التنصيب، عرفت نفسها ككردية وتحدثت باللغة الكردية. ثم جُردت من حصانتها وحُكم عليها بالسجن لمدة 15 سنة. واعترفت منظمة العفو الدولية بأنها سجينة رأي وحصلت على جائزة ساخاروف من الاتحاد الأوروبي في عام 1995.
- فيليكناس أوجا، سياسيّة يزيديّة، تنشط في ألمانيا وتركيا.

### قضايا العنف تحت مسمى «ناموس» (الشرف)
تم وصف العنف ضد المرأة بدافع من مفهوم «ناموس» القائم على شرف العائلة أو العشيرة، خاصة في منطقة جنوب شرق الأناضول، المنطقة ذات الأغلبية الكردية في تركيا. وقد أظهرت دراسة في يوليو 2008 قام بها فريق من جامعة ديكل، حول جرائم الشرف في منطقة جنوب شرق الأناضول، بأنه قليل من الوصمة الاجتماعية في المنطقة مرتبطة بجرائم الشرف، حيث أجرى الفريق مقابلات مع 180 من مرتكبي جرائم الشرف، وعلق الفريق أيضا على أن هذه الممارسة لا تتعلق ببنية اجتماعية إقطاعية، «هناك أيضا مرتكبو الجريمة من خريجي الجامعات الذين تلقوا تعليمًا جيدًا ومن بين جميع الجناة الذين شملهم الاستطلاع، كان 60% منهم إما من المدارس الثانوية أو خريجي الجامعات أو على أقل تقدير، يعرف جيدًا القراءة والكتابة». وجدت دراسة استقصائية أجريت فيها 500 رجل في ديار بكر أنه عندما سُئلوا عن العقاب المناسب للمرأة التي ارتكبت الزنا، قال 37% من المستجوبين أنه ينبغي قتلها، بينما قال 21% إن أنفها أو آذانها يجب أن تقطع.

## النساء الكرديات في سوريا

### الخلفية والتاريخ

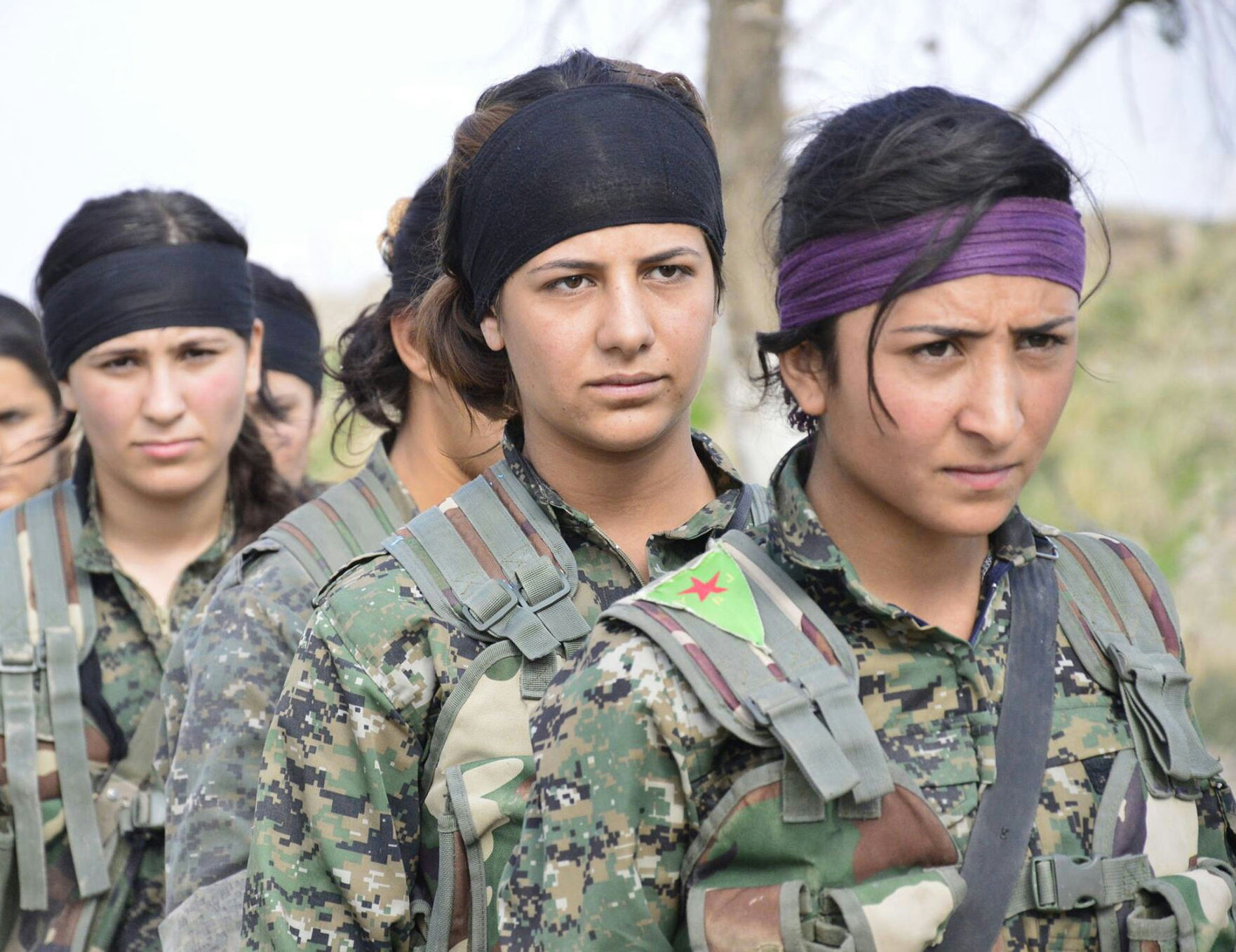
مقاتلات في صفوف وحدات حماية المرأة بالزي الرسمي.

في حين أن سوريا طورت ملامح علمانية إلى حد ما خلال الاستقلال في النصف الثاني من القرن العشرين، ولكن لا يزال قانون الأحوال الشخصية قائمًا على الشريعة وتطبقه المحاكم الشرعية.

### التطورات المعاصرة
مع الحرب الأهلية السورية، اكتسبت المنطقة الكردية المأهولة بالسكان في شمال سوريا إدارة ذاتية بحكم الواقع باسم اتحاد شمال سوريا، مع الممثل السياسي الرئيسي في المنطقة، حزب الاتحاد الديمقراطي. لدى النساء الكرديات العديد من المنظمات المسلحة وغير المسلحة في منطقة الإدارة الذاتية في سوريا، وتعزيز حقوق المرأة هو محور رئيسي في الأجندة السياسية والمجتمعية. لعبت المقاتلات الكرديات في وحدات حماية المرأة (تفرع لوحدات حماية الشعب)، دورا رئيسيا خلال حصار كوباني من قِبل تنظيم الدولة الإسلامية، وفي إنقاذ اليزيديين المحاصرين في جبل شنكال، شمال العراق.
القوانين المدنية لسوريا صالحة في منطقة الإدارة الذاتية، بقدر ما لا تتعارض مع دستور الإدارة هناك. أحد الأمثلة البارزة للتعديل هو قانون الأحوال الشخصية، حيث أنه في سوريا لا تزال قائمة على الشريعة. أدخلت منطقة الإدارة الذاتية في دستورها القانون المدني وأعلنت المساواة المطلقة للمرأة بموجب القانون وحظر الزواج القسري بالإضافة إلى إدخال حظر تعدد الزوجات، في حين تم حظر زواج القاصرين أيضًا. للمرة الأولى في التاريخ السوري، يتم السماح بالزواج المدني والترويج له في منطقة الإدارة الذاتية في سوريا.
تستند الجهود القانونية للحد من حالات زواج القاصرين وتعدد الزوجات والقتل دفاعًا عن الشرف إلى حملات شاملة للتوعية العامة. في كل بلدة وقرية، تم تأسيس بيت نسائي يُسمى «مالا جن» وتعني بالعربية «بيت المرأة»، هذه مراكز مجتمعية تديرها نساء، تقدم خدمات للناجين من العنف الأسري والاعتداء الجنسي وغير ذلك من أشكال الأذى. وتشمل هذه الخدمات المشورة، والوساطة الأسرية، والدعم القانوني، وتنسيق المنازل الآمنة للنساء والأطفال. كما يتم تنظيم دروس حول الاستقلال الاقتصادي وبرامج التمكين الاجتماعي في منازل النساء.
يُطلب من جميع الهيئات الإدارية في منطقة الإدارة الذاتية في سوريا أن يكون لها رؤساء مشتركين من الذكور والإناث، ويجب أن تكون أربعون في المائة من أعضاء أي مجلس إدارة في المنطقة من الإناث. تشير التقديرات إلى أن 25 بالمائة من قوة شرطة «الأسايش» في مناطق الإدارة الذاتية هي من النساء.

### نساء كرديات مشهورات في سوريا
- آسية عبد الله، هي الرئيسة المشتركة لحزب الاتحاد الديمقراطي، الحزب السياسي المسيطر في منطقة الإدارة الذاتية في سوريا.
- هيفي إبراهيم، هي رئيس وزراء مقاطعة عفرين في منطقة الإدارة الذاتية في سوريا.
- هدية يوسف، هي رئيسة مشتركة في اللجنة التنفيذية لاتحاد شمال سوريا، في منطقة الإدارة الذاتية في سوريا.
- إلهام أحمد، هي الرئيسة المشتركة لمجلس سوريا الديمقراطي، الجناح السياسي لقوات سوريا الديمقراطية.

## النساء الكرديات في العراق

### الخلفية والتاريخ
نشرت أول مجلة خاصة بالنساء الكرديات (دنگي جينان)، بالعربية «صوت المرأة»، في عام 1953. في أعقاب الإطاحة بالنظام الملكي في عام 1958، قام اتحاد النساء الكردي بالضغط من أجل الإصلاح القانوني في القانون المدني العراقي ونجحت في جلب الزواج تحت السيطرة المدنية. وإلغاء جرائم الشرف. كانت أول قاضية في الشرق الأوسط امرأة كردية تُدعى زكية حقي، عينها عبد الكريم قاسم. أصبحت لاحقًا جزءًا من قيادة الحزب الديمقراطي الكردستاني.

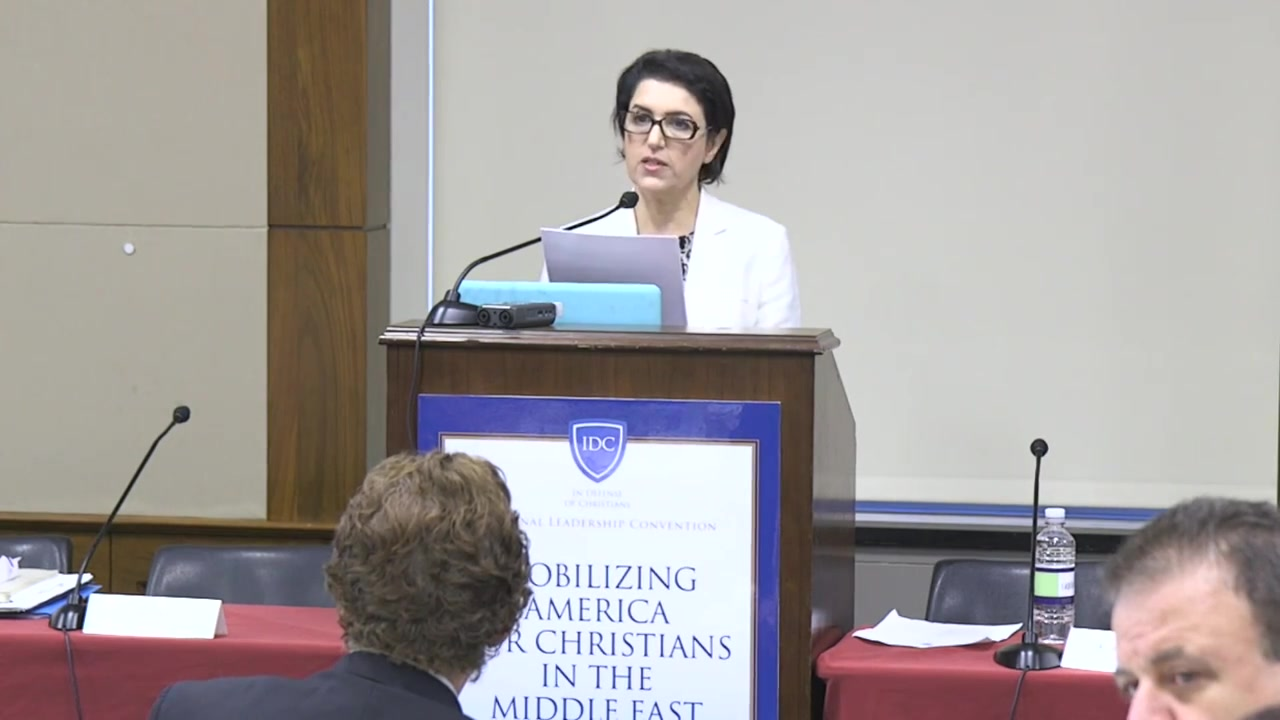
بيان سامي عبد الرحمن، ممثل حكومة إقليم كردستان في الولايات المتحدة الأمريكية.

خلال حملة الأنفال عام 1988، تم احتجاز النساء الكرديات في معسكرات الاعتقال واستخدم الاغتصاب كشكل من أشكال العقاب. في عام 1994، سارت نساء كرديات من أجل السلام من السليمانية إلى أربيل واحتجنَّ ضد الحرب الأهلية في كردستان العراق.

### التطورات المعاصرة
بعد إنشاء حكومة إقليم كردستان، تمكنت النساء الكرديات من تشكيل منظماتهن الخاصة وأصبحت العديد من النساء وزيرات في مجلس الوزراء للحكومة المحلية. في سبتمبر 2003، تم تعيين نسرين برواري في مجلس الوزراء المؤقت المكون من 25 عضوًا في العراق كوزيرة للبلديات والأشغال العامة، وفي يونيو 2004، كان من بين 30 عضوًا في الحكومة الانتقالية ست نساء تم تعيينهن ومن بينهن نسرين برواري، وفي أبريل 2005، تم تعيينها بصفة دائمة لهذا المنصب. وبوصف المسؤول العراقي، المسؤول عن الشؤون البلدية والبيئية، يعتبر بيرواري أحد أهم الشخصيات في الإدارة المدنية العراقية على حد قوله. ومع ذلك، في تقييم ونقد من الدكتور شومان هاردي، مدير مركز التنوع الاجتماعي والتنمية في الجامعة الأميركية في العراق - السليمانية، «على الرغم من أن حكومة إقليم كردستان تريد أن تظهر التقدمية والديمقراطية، من خلال منح المرأة حقوقها، فإنه لا يزال سطحية للغاية وتلعب النساء دورًا هامشيًا».
في عام 2003 تم إدخال قوانين جديدة لمكافحة جرائم الشرف وتعدد الزوجات في كردستان العراق، لكن منظمة العفو الدولية لاحظت أن المقاضاة على جرائم الشرف لا تزال منخفضة، وأن تنفيذ قرار مناهضًا لتعدد الزوجات (في المناطق التي يسيطر عليها الاتحاد الوطني الكردستاني) لم يكن ثابتًا.
وتمتلك النساء الكرديات في كردستان العراق وحدات عسكرية خاصة بها وتابعة لحكومة الإقليم، ففي أواخر عام 2015 تم إنشاء وحدة خاصة «للبيشمركة الإناث» للقتال في الخطوط الأمامية.

### نساء كرديات مشهورات في العراق
ليلى قاسم، ناشطة كردية ضد نظام البعث العراقي، التي أُعدمت في بغداد. وهي معروفة كشهيدة قومية لدى الكرد.

## النساء الكرديات في إيران

### الخلفية والتاريخ
خلال الحرب العالمية الأولى، عانت النساء الكرديات من هجمات الجيوش الروسية والتركية. في عام 1915، ذبح الجيش الروسي سكان مهاباد الذكور وأساءوا إلى مائتي امرأة. أصدر رضا شاه مرسومه بالكشف عن النساء قسرًا في عام 1936.
شجعت جمهورية ماهاباد آنذاك مشاركة المرأة في الحياة العامة، وبدأ الحزب الديمقراطي الكردستاني يحتضن المشاركات السياسية والعسكرية النسائية وبدأ الحزب يحشد دعمهن للجمهورية. في أغسطس 1979، شن الجيش الإيراني هجومًا لتدمير حركة الاستقلال الذاتي الكردي في إيران. قامت منظمات كردية مثل «كومالا» بتجنيد مئات النساء في صفوفها العسكرية والسياسية. وفي معسكراتها، ألغى كومالا الفصل بين الجنسين وشاركت النساء في القتال والتدريب العسكري.

### التطورات المعاصرة
على مر السنين، أخذت النساء الكرديات المزيد من الأدوار في المجتمع الإيراني وبحلول عام 2000، أصبح عدد كبير من النساء الكرديات جزءًا من القوى العاملة، في حين أن عددًا متزايدًا من الإناث انخرطن في أنشطة فكرية مثل الشعر والكتابة والموسيقى. من ناحية أخرى، تم تقديم بعض التقارير حول العنف المنزلي الذي دفع النساء إلى الانتحار، من خلال التضحية بالنفس.

### قضايا العنف القائم على «الناموس» (الشرف)
ووفقاً لشركة لاند أينفو، في إيران، تحدث جرائم الشرف في المقام الأول بين مجموعات الأقليات القبلية، مثل القبائل الكردية واللورية والعربية والبلوشية والقبائل الناطقة بالتركية. وقد تم الاستشهاد بقوانين الأسرة التمييزية، والمقالات في القانون الجنائي التي تظهر التساهل إزاء جرائم الشرف، والمجتمع الذي يسيطر عليه الذكور بشدة على أنه من أسباب جرائم الشرف في إيران.
وقد أشارت منظمة العفو الدولية في عام 2008 إلى أنه من المستحيل تحديد مدى انتشار العنف ضد المرأة في المناطق الكردية في إيران وانتشاره، ولكن «التمييز والعنف ضد النساء والفتيات في المناطق الكردية هو أمر شائع على نطاق واسع». ووفقاً للأمم المتحدة، تلعب القوانين التمييزية في كل من القانون المدني وقانون العقوبات في إيران دورًا رئيسيًا في تمكين الرجال وتفاقم تعرض النساء للعنف. وتعتبر أحكام قانون العقوبات المتعلقة بالجرائم المحددة في الشريعة - الحد، والقصاص، والداعية - ذات أهمية خاصة فيما يتعلق بالعدالة بين الجنسين. وقد وجد تقرير اليونيسف لعام 1998 معدلات عالية للغاية من الزواج القسري، بما في ذلك زواج القصر. وأفادت التقارير أن 565 امرأة فقدن حياتهن في عام 2001 في جرائم تتعلق بالشرف في إيلام بإيران، وتم الإبلاغ عن 375 منها على أنها تضحية بالنفس.
في إيران، تظهر الدراسات الاستقصائية على نطاق صغير أن تشويه الأعضاء التناسلية الأنثوية من النوع الأول والثاني يمارس بين أقليات عدّة، بما في ذلك الكرد والأذريون والبلوش والمسلمين السنة، في مقاطعات المناطق الكردية في إيران وغرب أذربيجان وكرمانشاه وإيلام ولوريستان وهرمزوغان. وقد وجدت الدراسات الحالية معدلات انتشار بين 40 و85% في بعض المحافظات الأخرى. أشارت دراسة أجريت عام 2012 في مقاطعة كرمانشاه في إيران إلى أن تشويه الأعضاء التناسلية الأنثوية (ختان الإناث) ممارسة شائعة لدى نساء رافانارس، حيث تم ختان أكثر من 55% من الفتيات دون سن 7 سنوات. وأشارت صحيفة غارديان إلى أنه في أذربيجان الغربية، يحدث تشويه الأعضاء التناسلية الأنثوية بين الكرد الشافعيين السنة.

## النساء الكرديات في الشتات

### الخلفية والتاريخ
أحد التحديات الرئيسية للمهاجرين الكرد للدول الأوروبية أو أمريكا هو انتقال الأجيال من مجتمع كردي تقليدي، حيث يكون اهتمام العائلة أولوية، نحو مجتمع فردي.

### نساء كرديات مشهورات في الشتات

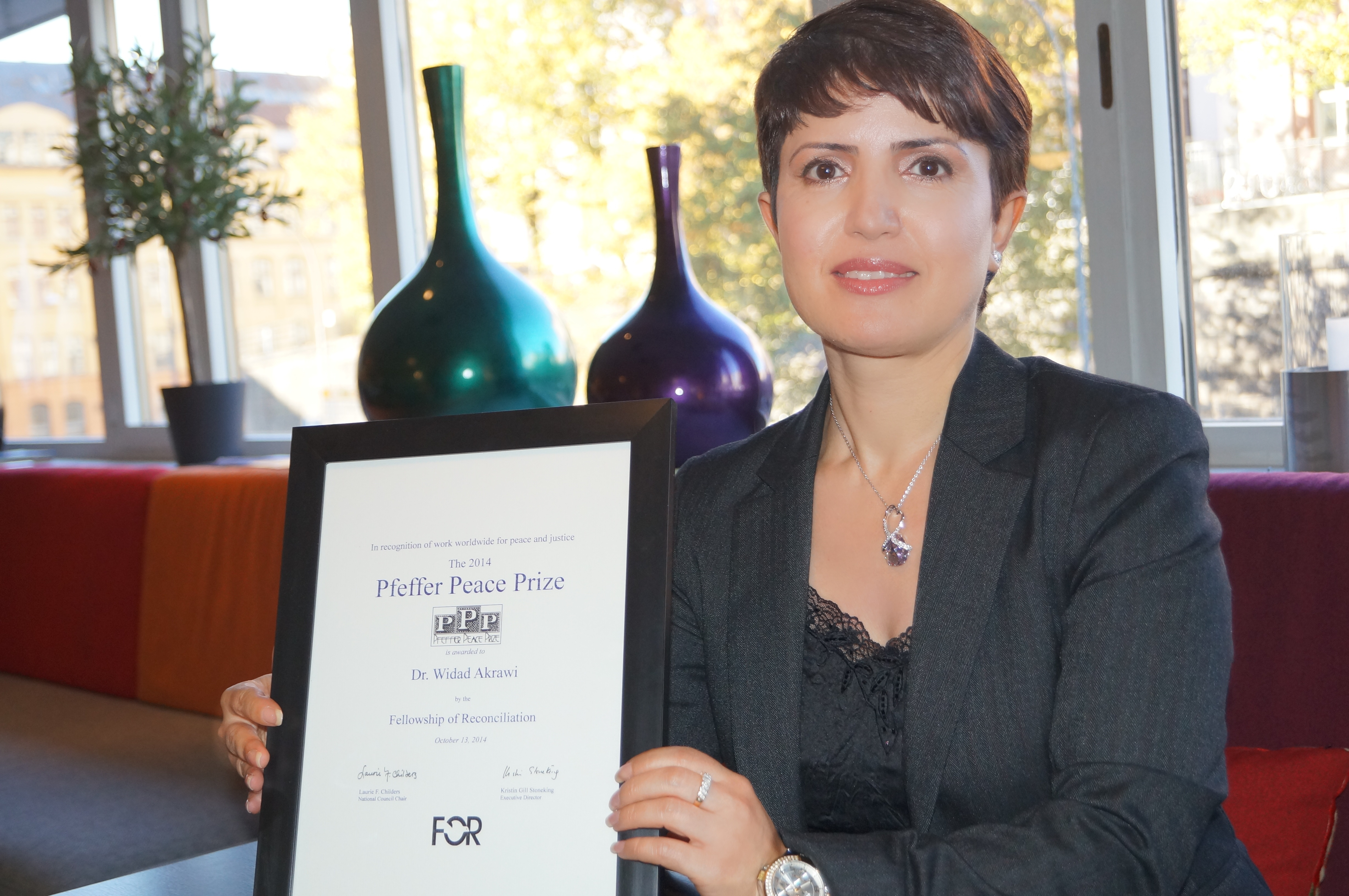
حصلت الدكتورة وداد عقراوي على جائزة "بفيفير" للسلام الدولية لعام 2014 في أوسلو في أكتوبر 2014.

وداد عقراوي خبيرة صحية في الدنمارك وناشطة في مجال حقوق الإنسان من أصول كردية.
هيرو مصطفى، هي دبلوماسية أمريكية من أصول كردية.
فيليكناس أوجا، هي سياسية يزيدية تنشط في ألمانيا وتركيا.